# Phobos (měsíc)
Phobos, též psáno Fobos (z řeckého Φόβος, česky Děs), je vnitřním a větším ze dvou známých měsíců planety Marsu.

## Objev
Phobos objevil 17. srpna 1877 Asaph Hall, pouhých šest dní po objevu prvního měsíce Marsu, Deimosu. Objev byl zveřejněn 18. srpna téhož roku. Je zajímavé, že existenci měsíců Marsu předpověděl již Johannes Kepler v roce 1610.
Předpověď měsíce Phobos byla založena na dostupných znalostech 17. století, že Venuše nemá žádný měsíc, Země má jeden a Jupiter čtyři. Z této posloupnosti se vyvozovalo, že Mars musí mít měsíce dva a že se mezi Marsem a Jupiterem ukrývá ještě jedna planeta se třemi měsíci. Z toho důvodu se pravděpodobně dostala dvojice měsíců i do knihy Jonathana Swifta Gulliverovy cesty z roku 1726 popisující objev dvou měsíčků Marsu hvězdáři vymyšlené země Laputa.

## Popis měsíce
Protáhlý fazolovitý tvar měsíce, blížící se trojosému elipsoidu, je s největší pravděpodobností zachycenou planetkou, pocházející z oblasti hlavního pásu planetek. Zachycena byla zřejmě vzájemnou kombinací gravitačních poruch působených Jupiterem a samotným Marsem. Podle jiné teorie mohly být oba měsíce vyraženy z povrchu Protomarsu v době tvorby planety akrecí, při dopadech velkých planetesimál.
Na základě spektroskopických měření se podobá planetkám typu C, jejichž složení se blíží uhlíkatým chondritům. Dá se tedy očekávat, že bude obsahovat značné množství uhlíku a uhlíkatých (organických) látek. Mimořádně nízká hustota tohoto měsíce se dříve vysvětlovala domněnkami, že Phobos by mohl být dutý, nebo že obsahuje značný podíl zmrzlé vody, případně i jiných těkavých látek. Jeho složení by se tím zřetelně lišilo od složení Deimosu, z čehož by šlo usuzovat, že tyto měsíce nemají společný původ. Současně by to snižovalo pravděpodobnost impaktního původu těchto měsíců.
Novějším objasněním nízké hustoty, vytvořeným na základě přeletů sondy Mars Express je předpoklad, že těleso není hmotou zcela vyplněné, ale obsahuje dutiny. Podle výpočtů činí podíl dutin 30 ± 5%, přičemž dutiny mezi zrny a balvany by měly mít velikost řádově od 1 milimetru do 1 metru.

Phobos nemá žádnou měřitelnou atmosféru. Přesto sovětská kosmická sonda Fobos 2 zjistila, že z povrchu měsíce unikají plyny, ale jejich přesné složení nestačila zjistit. Předpokládá se, že jde převážně o vodní páru.
Povrch měsíce je pokryt krátery, pozůstatky jeho bombardování v minulosti. Je pokryt regolitem, avšak v menší míře, než je tomu u druhého měsíce Deimosu a zřejmě jemnějším, podobným prachu. Přítomnost asi metrové vrstvy prachu na jeho povrchu odhalila sonda Mars Global Surveyor. Proto jsou krátery mnohem zřetelnější než na Deimosu. Největší z nich jsou Stickney (průměr 10 km) a Hall (6 km). Při impaktu, kterým se vytvořil Stickney, téměř došlo k rozlomení tohoto měsíce; při jeho vzniku se také vytvořila řada lineárních rýh, dlouhých až 10 km a až 100 m hlubokých a až 800 m širokých. Dalšími pojmenovanými objekty na povrchu Phobosu jsou krátery D'Arrest, Roche, Sharpless, Todd, Limtoc, Clustril, Flimnap, Gulliver, Glirdrig, Reldresal, Drunlo, Skyresh, Wendell, hřeben Kepler Dorsum a další.
Na základě rozhodnutí IAU byly útvary na Phobosu pojmenovány po osobách spojených s objevem měsíců Marsu (největší z kráterů podle rodného příjmení manželky objevitele, druhý v pořadí podle objevitele samotného) a po literárních postavách z díla Gulliverovy cesty od Jonathana Swifta.
Rotace měsíce je vázaná, to znamená, že k planetě přivrací stále jednu tvář. Je přitom orientován tak, že nejdelší osa jeho tělesa směřuje do středu Marsu.
Gravitační přitažlivost na povrchu Phobosu je vzhledem k jeho značně protáhlému tvaru značně proměnná a to až o 210 %. Kromě toho na obou protáhlých koncích je efektivní přitažlivost ještě zmenšována vlivem slapových sil.
U pozoruhodného meteoritu Kaidun, který 3. prosince 1980 spadl na sovětskou vojenskou základnu v Jemenu, se bere v úvahu že pochází z Phobosu. Toto je ale těžké s určitostí potvrdit, protože o složení tohoto měsíce toho zatím víme jen málo.

## Vývoj oběžné dráhy

Oběh Phobosu a Deimosu kolem Marsu (měřítko zachováno)

Působením slapových sil se stále zkracuje doba oběhu Phobosu kolem Marsu a snižuje se její průměrná výška (velikost velké poloosy oběžné dráhy) a to rychlostí 1,8 metru za století. V důsledku toho se buď zhruba za 50 milionů let zřítí na povrch Marsu, nebo mnohem pravděpodobněji po poklesu velké poloosy pod přibližně 8 400 km (pod tzv. Rocheovu mez) bude slapovými silami roztrhán a vytvoří kolem planety prstenec, podobný Saturnovu.
Koncem 50. let 20. století ruský astrofyzik Josif Samuilovič Šklovskij vyšel z nepřesných údajů o velikosti Phobosu, o zrychlování oběhu měsíce kolem planety a z předpokladů o hustotě marsovské atmosféry. Dospěl k závěru o mimořádně nízké průměrné hustotě tohoto tělesa, která se dala vysvětlit tím, že měsíc je dutý. Předpokládal, že při průměru asi 16 km by tloušťka ocelové stěny činila asi 6 cm. Podobné teorie a umělém původu Phobosu vyslovili i poradce prezidenta D. D. Eisenhowera Siegfried F. Singer (v roce 1960) a později též matematik Raymond H. Wilson, Jr. z NASA (v roce 1963). Dnes je jednoznačně prokázáno, že se jedná o přirozené těleso.

## Pozorování na místě

Přechod Phobosu přes Slunce snímaný z vozítka Opportunity

Při pohledu z Phobosu by Mars vyhlížel 6400krát větší a 2500krát jasnější než úplněk pozemského Měsíce při pozorování ze Země a zabíral by téměř čtvrtinu oblohy měsíce.
Naopak Phobos pozorovaný z povrchu Marsu (je vidět pouze do areografických šířek přibližně 70,4°) má zdánlivý průměr přibližně třetiny průměru pozemského Měsíce (pozorováno na Zemi); protože obíhá kolem planety v průměrné výši pouhých 5 982 km, jeho zdánlivý průměr se značně mění se vzdáleností od pozorovatele. Např. při jeho východu nad obzor má zdánlivý průměr 0,14° pro pozorovatele na rovníku, při dosažení zenitu se zvětší až na 0,20°. Vzhledem k tomu, že obíhá kolem planety rychleji než je její rotace, vychází přibližně dvakrát za marsovský den a to na západě a zapadá na východě. Doba setrvání na obloze je nejvýše 4,25 hodiny. Jeden oběh Phobosu vůči pozorovateli na povrchu Marsu trvá 11,1 hodiny.

## Kosmický průzkum

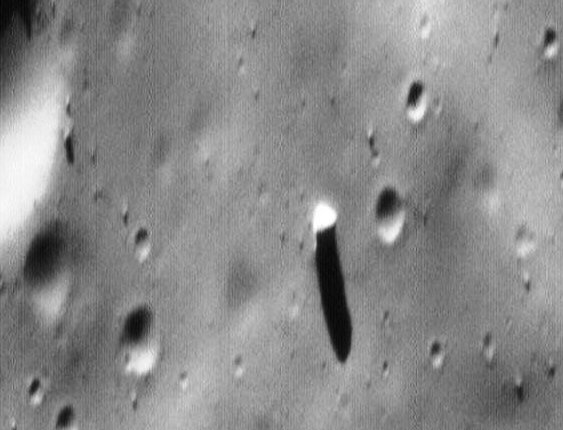
Záhadný monolit na Phobosu vyfocený sondou Mars Global Surveyor

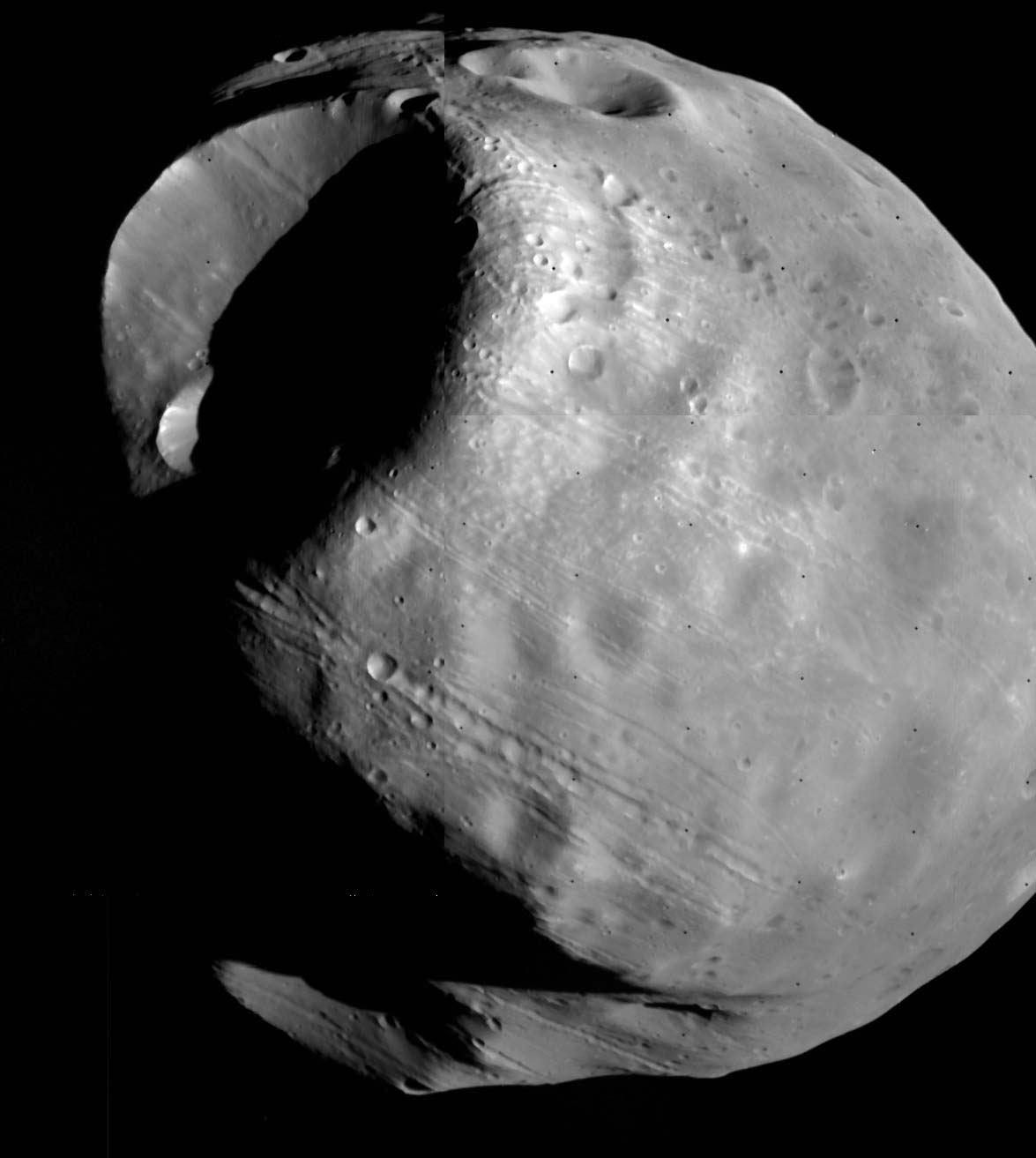
Phobos na snímku sondy Viking 1, vlevo nahoře kráter Stickney

První snímky tohoto měsíce z blízka pořídily v roce 1971 sonda Mariner 9 a v roce 1977 Viking 1. K jeho detailnímu průzkumu byly určeny sovětské kosmické sondy Fobos 1 a Fobos 2, které měly vysadit na jeho povrchu malé přistávací moduly. S první z nich bylo ztraceno spojení ještě během přeletu od Země k Marsu. Fobos 2 se přiblížil k měsíci 25. března 1989 na vzdálenost jen 191 km. Během přibližování byla pořízena řada snímků Phobosu a uskutečnil se i jeho spektroskopický výzkum, ale poté bylo spojení se sondou ztraceno. Později snímkovaly tento měsíc další sondy: americký Mars Global Surveyor v létech 1998 a 2003, evropský Mars Express v roce 2004 a poté opět americký Mars Reconnaissance Orbiter v roce 2009.
V roce 2009 Kanadská kosmická agentura financovala studii pro bezpilotní misi na Phobos známou jako PRIME (Phobos Reconnaissance and International Mars Exploration). Navrhované místo byl Phoboský monolit blízko Stickney kráteru, světlé místo s nápadným stínem. Astronaut a druhý muž na Měsíci Buzz Aldrin o něm řekl: „Musíme navštívit měsíce Marsu, v první řadě Phobos. Je na něm ‚Monolit‘ – velmi zvláštní stavba, která na takhle malé ‚bramboře‘ o průměru něco přes 20 kilometrů nemá co dělat. Jeho autorem je vesmír nebo Bůh, chcete-li…“ Mise PRIME se ale potýká s finančními problémy a stále nemá stanovený termín startu.
Na rok 2011 Rusko ve spolupráci s organizací ESA plánovalo vyslání sondy Fobos-Grunt, která měla odebrat vzorky půdy z povrchu Phobosu a dopravit je k analýze na Zemi. Mise skončila neúspěchem, neboť sonda 2 měsíce po startu zanikla v atmosféře Země.
Japonská kosmická agentura JAXA na rok 2024 plánuje misi Martian Moons eXploration (MMX). Jejím cílem by měl být nejen výzkum obou měsíců Marsu, ale také návrat vzorků z Phobosu na Zemi.

## Původ jména
Phobos byl pojmenován podle Foba, jednoho ze synů boha války Área (Marta) a Afrodity (Venuše). On a jeho bratr Deimos společně stále doprovázeli svého otce boha války. Jména obou měsíců navrhl Henry Madan (1838–1901) z Etonu, podle citátu z XV. knihy eposu Ilias, kde bůh války povolává Strach (Fobos) a Hrůzu (Deimos). Podle jiných mytologických pověstí byli Deimos a Fobos koně, zapřažení do Áreova válečného vozu.

## Phobos v kultuře
- Anglický spisovatel Jonathan Swift ve svých Gulliverových cestách popisuje objev dvou měsíčků Marsu hvězdáři vymyšlené země Laputa.[2] Swiftův satirický román vyšel poprvé v roce 1726, tedy půldruhého století před skutečným objevem Phobosu a Deimosu a žádný tehdejší hvězdářský dalekohled nebyl dostatečně výkonný, aby mohl skutečné měsíce odhalit.[10]
- Český spisovatel sci-fi J. M. Troska v prvním dílu trilogie Zápas s nebem (první vydání 1940) popisuje let svých hrdinů k průzkumu Phobosu.
- Měsíc Phobos se vyskytuje též ve sci-fi trilogii o Marsu spisovatele Kima Stanley Robinsona (první angl. vydání v r. 1993), kde je vzbouřenci naveden na povrch planety ve snaze zamezit jeho využití jako základnu pro útočící jednotky vyslané ze Země.
- V románu Rajské fontány britského spisovatele Arthura C. Clarka řeší inženýři na Marsu problém pravidelné kolize Phobosu s plánovanou orbitální geosynchronní věží. Jako elegantní řešení je zvoleno řízené rozkmitání celé konstrukce věže.
- Povídka Střílejte veverky (rovněž od A. C. Clarka) popisuje dobrodružství agenta-astronauta, který se na pustém Phobosu ukrývá před nepřátelským kosmickým křižníkem.
- Phobos je také zmíněn v povídce „Marťanský styl“ spisovatele Isaaca Asimova.[11]
- Měsíc je součástí děje počítačové hry Doom.
- Mark Watney, hlavní hrdina románu Andyho Weira Marťan, využívá Phobos jako pomocníka pro navigaci při jeho cestě ze základny mise ARES 3 na základnu mise ARES 4 kde může využít odletový modul k opuštění Marsu.